# Corinna mourai
Corinna mourai là một loài nhện trong họ Corinnidae.
Loài này thuộc chi Corinna. Corinna mourai được miêu tả năm 2000 bởi Bonaldo.